# Slang
Slang er brugen af uformelle ord og vendinger, der ikke er standard i brugerens dialekt eller sprog.
Slang afviger på en uhøjtidelig, fantasifuld og ofte stødende måde fra almensproget, især ved brug af nye ord eller metaforiske og metonymiske udtryk, ofte for at slå en spøgefuld eller ironisk tone an, som når adjektiver som "sej" og "fed" skal udtrykke noget tiltalende ("et sejt antræk", "en fed koncert").
Eksempel på slang: I stedet for at sige "han er død", bruges omskrivninger som "han har grebet harpen", "han spiser radiser nede fra", "han har slået sin sidste skid", "han ligger med næsen i vejret" eller "han har stillet træskoene".
Filologen Kaj Bom, der udgav Slangordbogen i 1957, mener, at oprindelsen til ordet "slang" ligger i engelsk beggar's language (= tiggersprog) som blev til slanguage, i sin tur forkortet til "slang". The Oxford Dictionary of English Etymology regner imidlertid med, at ordet kommer fra norsk, som har haft betegnelserne slengenavn om tilnavn og slengord om skældsord. I 1894 skrev Bjørnstjerne Bjørnson i Absalons hår: "Kristiania-jargon, slængen, sprogets ytterste piskesnært." 
Se slangordbøger.